# 하니족
하니족(哈尼族, Hānízú)은 중국의 소수민족 중 하나로, 2000년 제5차 전국인구조사 통계에서는 인구는 약 150만명으로 중국정부가 공인하는 56개의 민족 중에서 16번째로 많다. 또한 베트남에서 공인하는 54개의 소수민족 중의 하나이다. 12,500명의 하니족이 베트남의 라이 차우, 라오 카이, 디엔 비엔 등에 살고 있다.
하니족의 90%는 중국의 남서쪽 윈난 지방에 거주하고 있으며, 아일라오 산맥을 너머 메콩강과 홍강(홍하) 사이에 걸쳐 흩어져 살고 있다.

## 기원
하니족의 기원은 정확히 알려져 있지 않지만, 3세기 이전에 그들의 조상인 강족(羌族)이 칭하이-티베트 고원에서 남서쪽으로 이주했다고 생각하고 있다. 하니족의 구전된 이야기로는 이족이 조상이라고 하며, 50세대 이전에 종족을 나눠 분리되었다고 한다.

## 종교

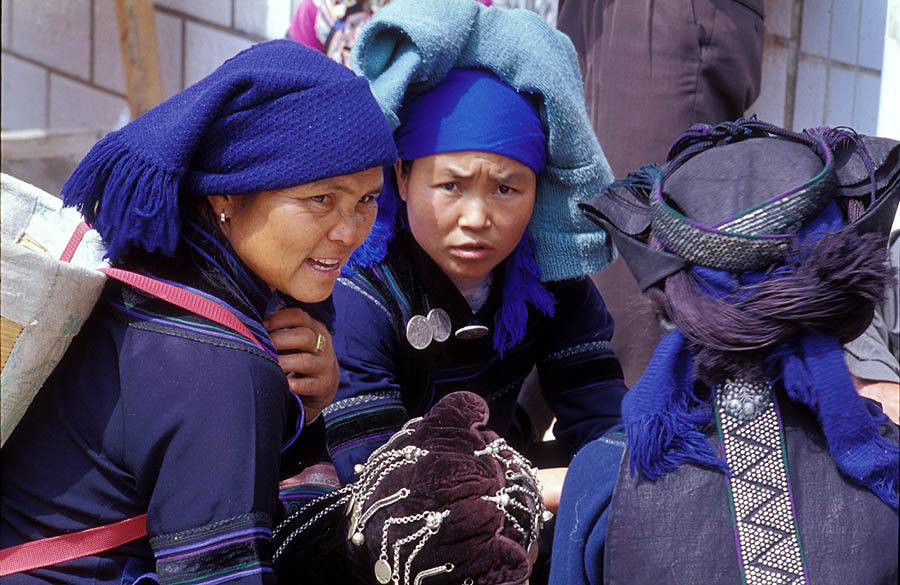
중국 하나족의 전형적인 일상 복장, 윈난성 위안양현

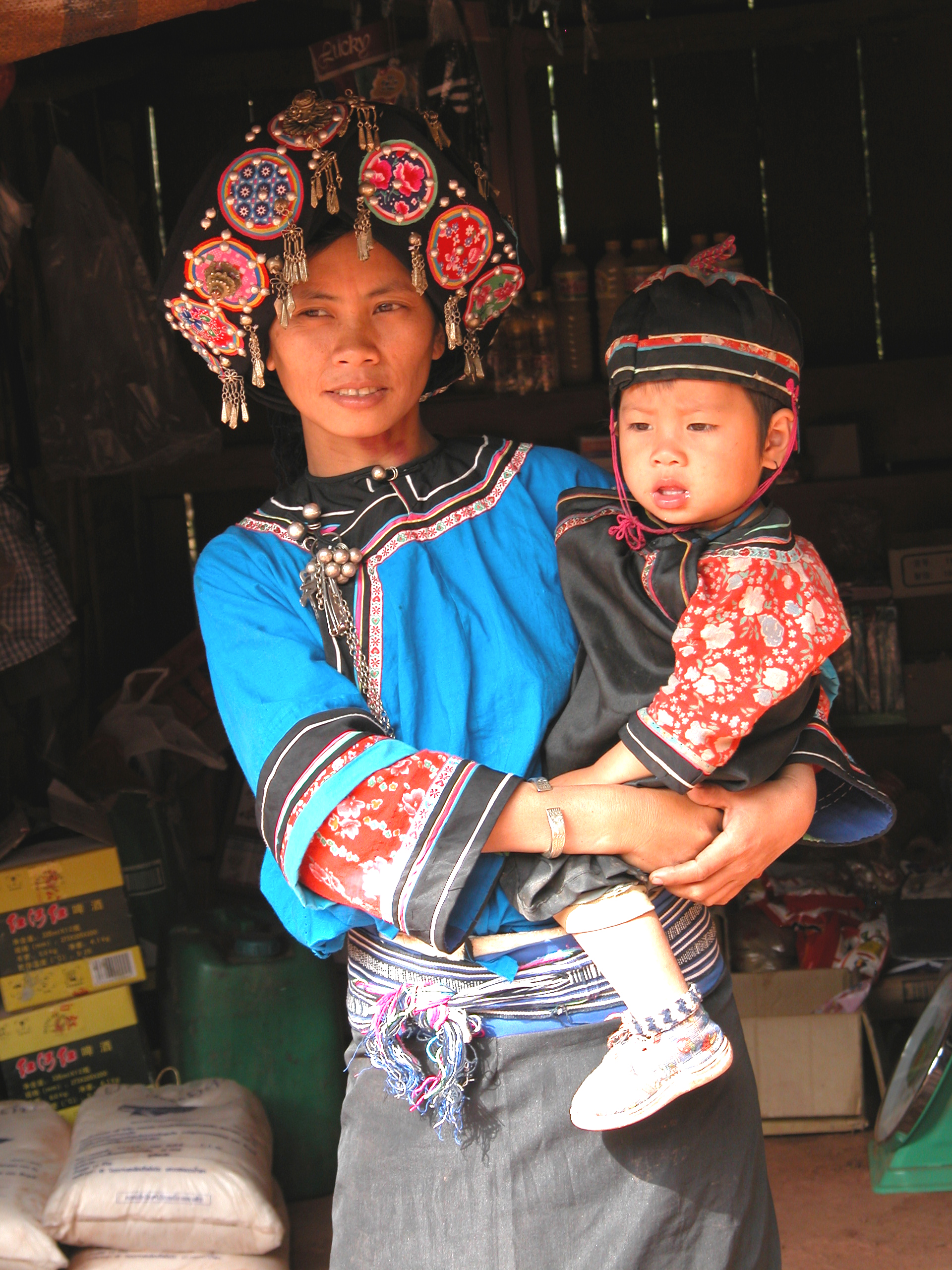
라오스의 하니족 여인, 2003년경

하니족은 다신교를 숭앙하며, 조상신을 숭배한다. 하니족들은 여러 신을 모시는 제사를 지내며, 이것으로 안녕과 복을 기원하고 있다. 하니족의  종교 계보는 크게 세가지 정도로 나뉘는데, ‘쥐마’는 주된 축복이며, ‘베이마’는 귀신을 쫓고 주술을 담당하며, ‘니마’는 예언과 약초를 다스려 치료를 담당하고 있다. 어떤 하니족들은 상좌부불교를 믿기도 한다.

## 문화
하니족의 거주양식은 보통 2~3층의 대나무, 진흙, 석조, 나무 등으로 지은 건축물이다. 그들의 전통의상은 흑청색의 천으로 만들어진다. 남자들의 의상은 짧은 윗옷에 길고 넓은 바지를 입는다. 그들은 또한 흑백의 터번을 두른다. 여자들의 의상은 부족에 따라 차이가 있으며, 7세 이전의 아이들은 성별의 차이 없이 옷을 입힌다.

## 언어
하니어는 대부분의 하니족들이 사용하는 언어이다. 이것은 이족 계열의 티베트-버마어파 로로어군에 속한다. 구전 전승된 전설에서 그들의 고대 문자는 쓰촨으로 이주하는 과정에서 상실되었다고 전한다. 지금은 로마자 계통의 루춘 지방어를 문자로 사용한다.

## 같이 보기
- 베트남의 민족
- 중국의 민족
- 훙허 하니족 이족 자치주